# Phyllanthus leptoclados
Phyllanthus leptoclados är en emblikaväxtart som beskrevs av George Bentham. Phyllanthus leptoclados ingår i släktet Phyllanthus och familjen emblikaväxter. Inga underarter finns listade i Catalogue of Life.

## Bildgalleri

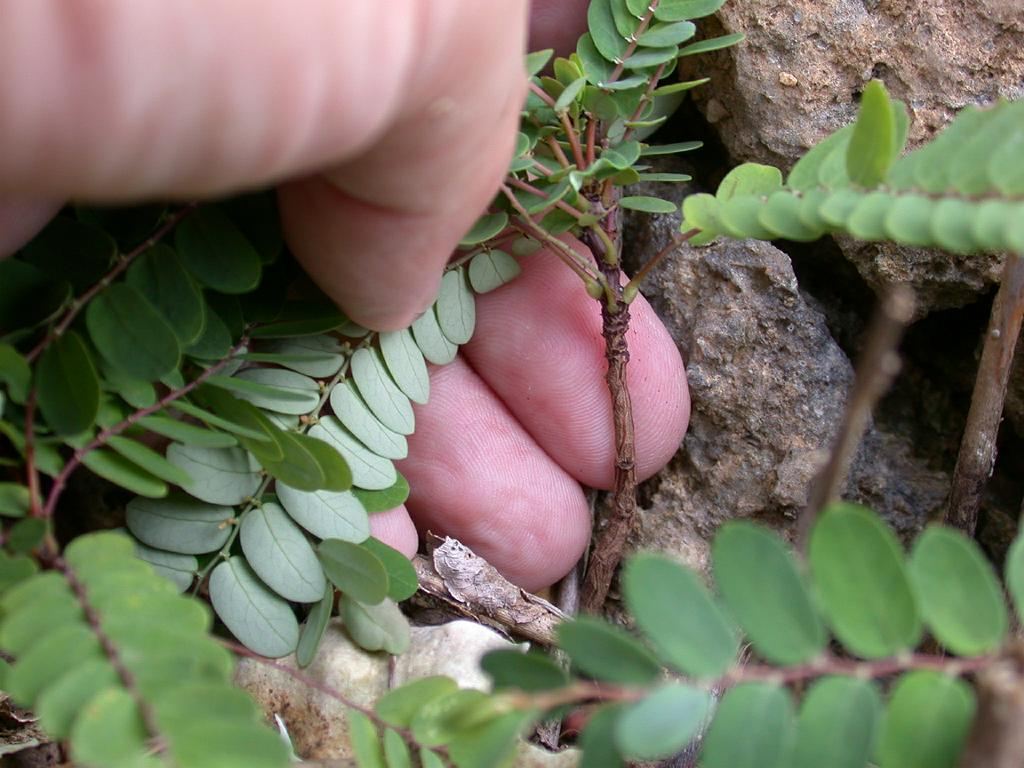